# ATP Finals 2023 – mužská dvouhra
Mužská dvouhra ATP Finals 2023 probíhala okolo poloviny listopadu 2023. Do singlové soutěže turínského Turnaje mistrů nastoupilo osm nejvýše postavených hráčů v klasifikaci žebříčku ATP Race To Turin.
Z osmi účastníků předchozího ročníku 2022 do dvouhry zasáhli Novak Djoković, Daniil Medveděv, Andrej Rubljov a Stefanos Tsitsipas. Debutanty se stali Španěl Carlos Alcaraz, který se v roce 2022 kvalifikoval, ale kvůli zranění do turnaje nenastoupil, a Dán Holger Rune. Poprvé se jako přímý účastník kvalifikoval také Ital Jannik Sinner, který v roce 2021 nastoupil do turnaje jako náhradník.
Rekordní sedmý titul na Turnaji mistrů vybojoval 36letý Srb Novak Djoković, který se stal nejstarším šampionem a poosmé v kariéře i konečnou světovou jedničkou.

## Djoković rekordně posedmé vítězem a poosmé konečnou světovou jedničkou
Vítězem se stal nejvýše nasazený Novak Djoković ze Srbska, jenž ve finále za 103 minut zdolal italskou světovou čtyřku Jannika Sinnera po dvousetovém průběhu 6–3 a 6–3. V úvodních sedmi gamech na servisu ztratil jen dva body. Sinnerovi tak v závěrečném utkání oplatil porážku ze skupinové fáze, což se mu podařilo také v roce 2015 proti Federerovi. Aktivní bilanci vzájemných zápasů, vinoucích se od Monte-Carlo Masters 2021, navýšil na 4–1. Ital přitom mohl Djokoviće z turnaje vyřadit už ve skupině, v případě závěrečné prohry s Runem, kdy měl postup do semifinále již zajištěn. Utkání však nevypustil a Dána porazil.
Sedmou trofejí z Turnaje mistrů vytvořil Djoković nový rekord, když se odpoutal od šesti triumfů  Rogera Federera a vítězství z roku 2022 obhájil. V 36 letech, 5 měsících a 28 dnech navýšil vlastní rekord nejstaršího šampiona závěrečné události a prodloužil rekordní rozpětí mezi první a poslední trofejí na patnáct let, mezi ročníky 2008 a 2023. Od roku 2007 na turnaji chyběl pouze v roce 2017, kdy ukončil sezónu pro zranění lokte již ve Wimbledonu. V probíhající sezóně si připsal sedmé turnajové vítězství – nejvíce ze všech hráčů, které představovalo devadesátý osmý singlový titul na okruhu ATP Tour. V otevřené éře na třetí příčce zaostával jen za 109 tituly Jimmyho Connorse a 103 trofejemi Federera.
Již úvodní výhrou si Djoković zajistil setrvání na čele žebříčku ATP. Sezónu tak poosmé završil jako konečná světová jednička, čímž posunul vlastní rekord i jako nejstarší muž na čele závěrečné klasifikace. Ohrozit jej mohl pouze Carlos Alcaraz.
Dvaadvacetiletý Jannik Sinner odehrál první finále Turnaje mistrů a čtrnáctý kariérní souboj o titul na túře ATP. Stal se tak vůbec prvním Italem ve finále závěrečné události roku včetně deblové poloviny turnaje. Po skončení setrval na 4. místě žebříčku jako konečná světová čtyřka.

## Nasazení hráčů
1. Novak Djoković (vítěz, 1 300 bodů, 4 411 500 USD)
2. Carlos Alcaraz (semifinále, 400 bodů, 1 105 500 USD)
3. Daniil Medveděv (semifinále, 400 bodů, 1 105 500 USD)
4. Jannik Sinner (finále, 1 000 bodů, 2 600 500 USD)
5. Andrej Rubljov (základní skupina, 0 bodů, 325 500 USD)
6. Stefanos Tsitsipas (základní skupina, odstoupil kvůli zranění zad[7], 0 bodů, 244 125 USD)
7. Alexander Zverev (základní skupina, 400 bodů, 1 105 500 USD)
8. Holger Rune (základní skupina, 200 bodů, 715 500 USD)

## Náhradníci
1. Hubert Hurkacz (nahradil Tsitsipase, základní skupina, 0 bodů, 162 750 USD)
2. Taylor Fritz (nenastoupil, 152 500 USD)

## Soutěž
| Legenda                                                       |                                                                        |                                                   |
| - Q – kvalifikant - WC – divoká karta - LL – šťastný poražený | - Alt – náhradník - SE – zvláštní výjimka - PR/SR – žebříčková ochrana | - w/o – bez boje - r – skreč - d – diskvalifikace |

### Finálová fáze
|  | Semifinále | Semifinále      | Semifinále     | Semifinále | Semifinále |                |   | Finále        | Finále | Finále | Finále | Finále |
|  |            |                 |                |            |            |                |   |               |        |        |        |        |
|  | 4          | Jannik Sinner   | 6              | 64         | 6          |                |   |               |        |        |        |        |
|  | 3          | Daniil Medveděv | 3              | 7          | 1          |                |   |               |        |        |        |        |
|  | 3          | Daniil Medveděv | 3              | 7          | 1          |                | 4 | Jannik Sinner | 3      | 3      |        |        |
|  |            |                 |                |            |            |                | 4 | Jannik Sinner | 3      | 3      |        |        |
|  |            | 1               | Novak Djoković | 6          | 6          |                |   |               |        |        |        |        |
|  | 2          | 1               | Novak Djoković | 6          | 6          | Carlos Alcaraz | 3 | 2             |        |        |        |        |
|  | 2          |                 |                |            |            | Carlos Alcaraz | 3 | 2             |        |        |        |        |
|  | 1          | Novak Djoković  | 6              | 6          |            |                |   |               |        |        |        |        |

### Zelená skupina
|     |                                   | Djoković                         | Sinner                   | Tsitsipas Hurkacz                | Rune                     | Zápasy  | Sety                 | Hry                      | Pořadí |
| 1   | Novak Djoković                    |                                  | 5–7, 7–6(7–5), 6–7(2–7)  | 7–6(7–1), 4–6, 6–1 (vs/ Hurkacz) | 7–6(7–4), 6–7(1–7), 6–3  | 2–1     | 5–4 (56 %)           | 54–49 (52 %)             | 2.     |
| 4   | Jannik Sinner                     | 7–5, 6–7(5–7), 7–6(7–2)          |                          | 6–4, 6–4 (vs/ Tsitsipas)         | 6–2, 5–7, 6–4            | 3–0     | 6–2 (75 %)           | 49–39 (56 %)             | 1.     |
| 6 9 | Stefanos Tsitsipas Hubert Hurkacz | 6–7(1–7), 6–4, 1–6 (vs/ Hurkacz) | 4–6, 4–6 (vs/ Tsitsipas) |                                  | 1–2skreč (vs/ Tsitsipas) | 0–2 0–1 | 0–4 (0 %) 1–2 (33 %) | 8–12 (40 %) 13–17 (43 %) | X 4.   |
| 8   | Holger Rune                       | 6–7(4–7), 7–6(7–1), 3–6          | 2–6, 7–5, 4–6            | 2–1skreč (vs/ Tsitsipas)         |                          | 1–2     | 4–4 (50 %)           | 29–36 (45 %)             | 3.     |

Vysvětlivky
1. 1 2  Podle pravidel ATP byla Tsitsipasova skreč v zápase s Runem započítána jako porážka 0–2 sety bez zápočtu gamů (poměr 0–0).

### Červená skupina
|   |                  | Alcaraz            | Medveděv      | Rubljov  | Zverev             | Zápasy | Sety       | Hry          | Pořadí |
| 2 | Carlos Alcaraz   |                    | 6–4, 6–4      | 7–5, 6–2 | 7–6(7–3), 3–6, 4–6 | 2–1    | 5–2 (71 %) | 39–33 (54 %) | 1.     |
| 3 | Daniil Medveděv  | 4–6, 4–6           |               | 6–4, 6–2 | 7–6(9–7), 6–4      | 2–1    | 4–2 (67 %) | 33–28 (54 %) | 2.     |
| 5 | Andrej Rubljov   | 5–7, 2–6           | 4–6, 2–6      |          | 4–6, 4–6           | 0–3    | 0–6 (0 %)  | 21–37 (36 %) | 4.     |
| 7 | Alexander Zverev | 6–7(3–7), 6–3, 6–4 | 6–7(7–9), 4–6 | 6–4, 6–4 |                    | 2–1    | 4–3 (50 %) | 40–35 (51 %) | 3.     |